# Chynae Stark
Chynae Stark (* 24. Dezember 1998 in Christchurch) ist eine neuseeländische Volleyballspielerin.

## Karriere
Die in der Region Canterbury geborene Sportlerin machte ihre ersten Volleyballerfahrungen auf der Burnside High School ihres Heimatortes. Ihr Team siegte 2015 bei den nationalen Meisterschaften für Secondary Schools. Es war das erste Mal seit fünfzehn Jahren, dass eine Schule aus Canterbury diesen Wettbewerb gewann. Ein Jahr später konnte die Mannschaft den Titel verteidigen. In der gleichen Saison gewann Chynae Stark mit Alice Zeimann die neuseeländischen Schulmeisterschaften im Beachvolleyball für ihre Ausbildungsstätte.
Seit 2018 steht die Mittelblockerin für die Shirley Silverbacks am Netz. Ihr Team erreichte in dieser Zeit mit Ausnahme der beiden ausgefallenen Spielzeiten wegen der COVID-19-Pandemie jedes Mal bis einschließlich 2023 das Finale der neuseeländischen Play-offs und konnte 2022 die Meisterschaft für sich entscheiden. Inzwischen wurde Stark auch in die Nationalmannschaft ihres Heimatlandes berufen.